# Dennis the Menace (jogo eletrônico)
Dennis the Menace é um jogo eletrônico baseado no filme homônimo de 1993. O objetivo em todas as versões do jogo é derrotar o assaltante que encontrou Dennis fora da cidade "pela ferrovia local". Há na fase o Sr. Wilson, quando sai de casa, a cena do caldeirão, e finalmente, a batalha do assaltante contra si mesmo.